# Станція стикування
Станція стикування — роздільний пункт залізниці, на якому сходяться ділянки залізниць, електрифіковані різними родами струму (постійним та змінним).

## Устрій станції
На станції виконане секціонування контактної мережі з можливістю переключення відповідних секцій на той чи інший рід струму. Перемикачі зблоковані із відповідними маршрутами у присторях СЦБ.

## Станції стикування в Україні
У 1961 році першою станцією стикування в Україні стала станція Іловайськ. Наразі в Україні налічується 9 станцій стикування. На залізницях України напруга у контактній мережі при постійному струмі — 3 кВ, при змінному струмі — 25 кВ. Лінія, електрифікована постійним струмом, має позначку (=), змінним — позначку (~).

## Перелік станцій стикування (у порядку відкриття як стикових)
1. Іловайськ (1961) на лінії Горлівка (=) — Квашине (~).
2. П'ятихатки-Стикова (1963) на лінії Користівка (~) — П'ятихатки-Стикова (=).
3. Львів (1966), на Самбір, Стрий, Перемишль (=), на Красне (~).
4. Гракове (1972) на лінії Основа (=) — Куп'янськ-Вузловий (~). Немає перемикачів струму, обладнана нейтральною вставкою, розрахована на пропуск двосистемних електровозів, під змінним струмом одна колія.
5. Святогірськ (1977) на вузлі ліній Основа — Святогірськ — Лиман (=) та Святогірськ — Куп'янськ-Вузловий (~). Станція такого ж типу, як і Гракове.
6. Тимкове (1983) на лінії Долинська (~) — Кривий Ріг (=).
7. Огульці імені Олександра Пучка (2007) на лінії Полтава-Південна (~) — Люботин (=). Станція такого ж типу, як і Гракове, Святогірськ. Під постійним струмом одна колія.
8. Берестин (2012) на перетині лінії Берестин — Харків (=), Полтава-Південна — Лозова (~) та неелектрифікованої лінії Берестин — Самар-Дніпровський. Станція такого ж типу, як і Гракове, Святогірськ, Огульці.
9. Лозова (2012) на перетині ліній Харків — Павлоград (=), Полтава-Південна — Лозова (~) та Лозова — Слов'янськ (=).